# Bob Waldmire
Robert Waldmire (19 de abril de 1945 -16 de diciembre de 2009) fue un artista y cartógrafo estadounidense que es bien conocido por su obra de arte de la Ruta 66 de los Estados Unidos, incluyendo mapas caprichosos de la Carretera Madre y su ecología humana y natural. Siendo el hijo de Ed Waldmire Jr., a menudo se asocia con el restaurante Cozy Dog Drive In en Springfield, Illinois (en la Ruta 66 de los Estados Unidos), el anciano Waldmire (junto con su amigo Don Strand) habiendo creado el Cozy Dog.

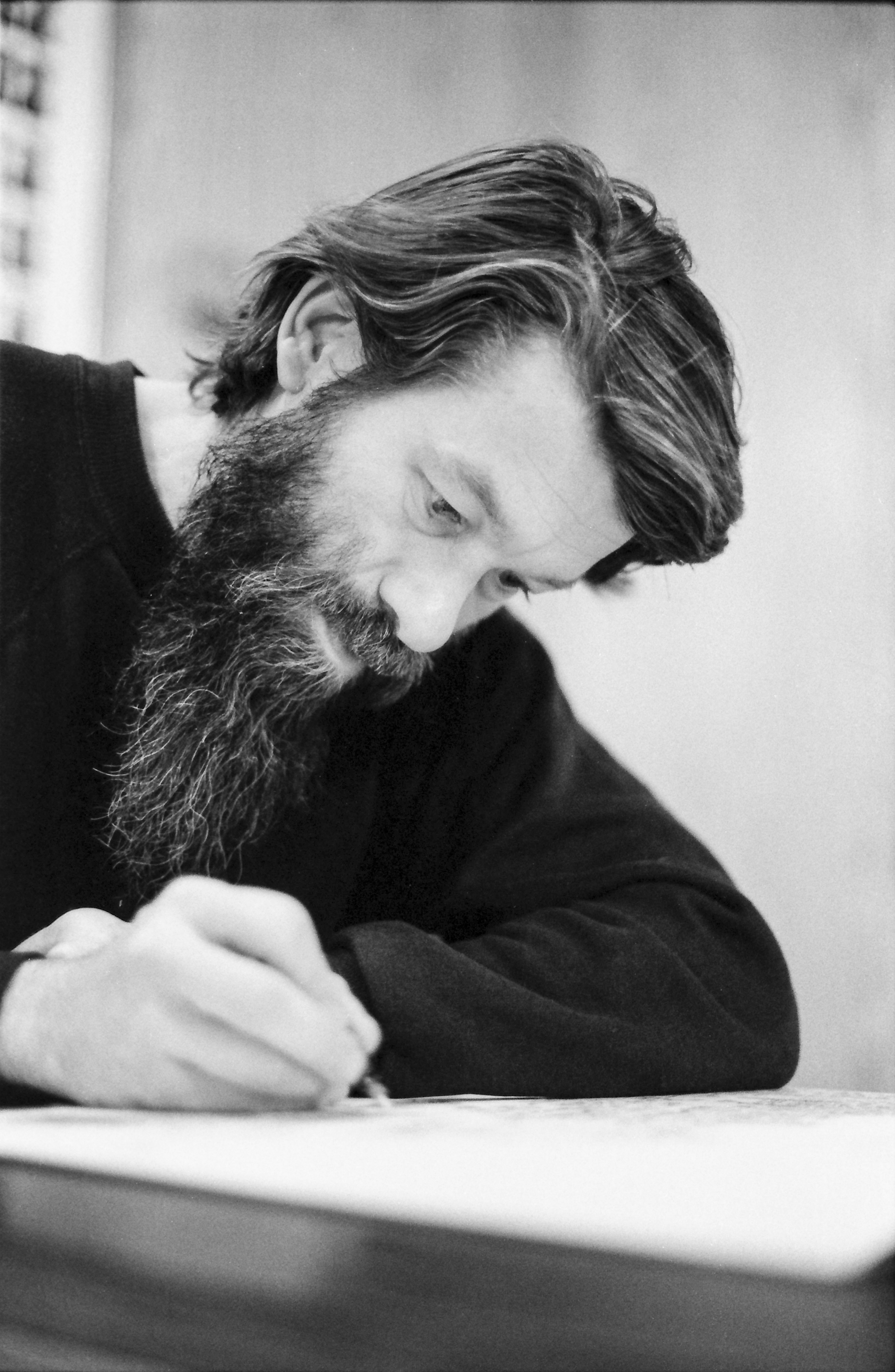
Bob dibujando un mapa del campus para la Universidad bradley en la casa de fraternidad AEPi

Su carrera como artista profesional comenzó durante sus días de estudiante en la Universidad del Sur de Illinois. Regresó a casa para redactar un cartel de "vista de pájaro" de su ciudad natal; los comerciantes pagaban para incluir sus negocios en los carteles, que luego podía vender en el lugar de negocios del comerciante con un beneficio. Extendió la idea a 34 ciudades, y luego centró su atención en la promoción de la histórica Ruta 66 de los Estados Unidos.
Waldmire era un conocido pájaro de nieve, pasando sus meses de invierno en las montañas Chiricahua de Arizona en una casa autosuficiente de su propio diseño. Durante el verano, viajó por el país, pero se asentó en su centro natal de Illinois, viviendo en un autobús escolar chevrolet convertido cerca de Springfield.

## Ruta 66

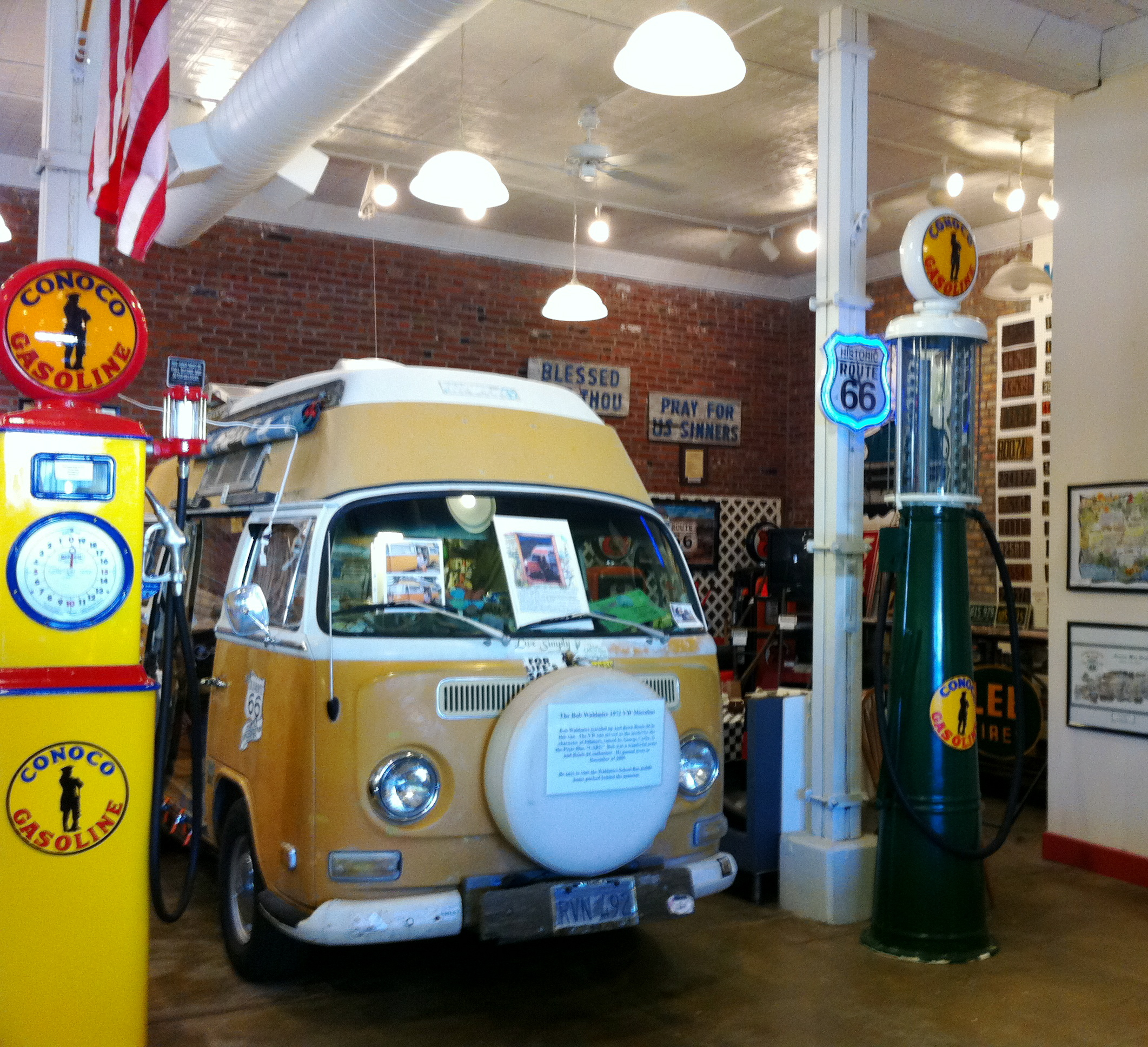
La camioneta de Waldmire en el Salón de la Fama de la Ruta 66

En 1992, Bob Waldmire reabrió la Tienda General Hackberry en la ciudad fantasma de Hackberry, Arizona, como un puesto de información turística de la Ruta 66 y una tienda de recuerdos. La tienda de 1934, originalmente la estación northside grocery y conoco, había estado cerrada y vacía desde 1978 después de que la interestatal 40 en Arizona pasó por alto la ciudad (en 66) y la dejó varada a quince millas de distancia de la ruta muy diferente tomada por la I-40.
Waldmire vendió la tienda a John y Kerry Pritchard en 1998 debido a disputas locales sobre el impacto ambiental y estético de las canteras que retiraban la piedra local para su uso en el paisajismo.
En 2004, Bob Waldmire ganó el Premio John Steinbeck de la National Historic Route 66 Por sus contribuciones a la preservación de la Ruta 66.
Uno de los vehículos modificados de Waldmire, un Volkswagen Microbus naranja de 1972, fue la inspiración para el personaje "Fillmore" de la película animada de 2006 Cars. Pixar abandonó una propuesta para nombrar al personaje "Waldmire" ya que Bob no estaba dispuesto a vender los derechos de marketing a Disney por una serie de juguetes que aparecerían en McDonald's Happy Meal.
El 22 de noviembre de 2009 se celebró "Bob's Last Art Show" en el Cozy Dog Drive-In. El 16 de diciembre de 2009, Waldmire murió de cáncer que se había extendido desde su colon hasta su hígado. Sus cenizas fueron devueltas a la tierra en múltiples sitios, incluyendo la tumba de sus padres en el cementerio de Mottarville cerca de Rochester, Illinois, tanto en la Ruta 66 como en otros lugares preseleccionados de ruta 66, incluyendo su antigua casa de invierno en Arizona.
Su sitio web oficial, bobwaldmire.com, permanece en funcionamiento y actualmente está siendo mantenido por su hermano Buz Waldmire. Su camioneta y autobús marca ahora se exhiben en el Salón de la Fama y Museo de la Ruta 66 en Pontiac, Illinois.
En una entrevista publicada por Jay Crim en Youtube en 2013, Robert Waldmire, detalla aspectos de su vida en relación con la Ruta 66 a través de una serie de preguntas. Describió su participación con Route 66, lo que le pareció más interesante, su papel como artista y lo que él elige enfatizar en su obra de arte.
Participación con la Ruta 66 - Bob creció en la ruta 66, pero no encontró una conexión con ella hasta que condujo en la carretera de Arizona a Illinois en el otoño de 1987. Lo tomó como un desvío después de encontrarse con una interestatal densa en el tráfico y pensó que la carretera de la fachada se vería menos afectada. Le pareció fascinante conducir por un pedazo de 66 y comenzó a preguntarse cuántas piezas podía cubrir mientras se dirigía a Illinois. Como artista itinerante, pensó en la idea de dibujar un mapa de la antigua ruta 66 porque se inspiró en su viaje. Este salto comenzó su participación con 66 como artista que se alineó con lo que él se refiere como el "renacimiento" de la Ruta 66. (1)
Bob tuvo una exposición inicial a la Ruta 66 porque su padre construyó su restaurante principal en el borde sur de Springfield, que estaba cerca de 66. Recuerda tener buenos recuerdos de estar emocionado de ver autobuses sin previo aviso entrando en el lote. Detalló la prisa que se daría en la cocina mientras elaboraban bebidas antes de tiempo, cargaban la parrilla con hamburguesas y llenaban las freidoras con estantes de perros acogedores y cestas de papas fritas. Incluso cuando era niño se le tentó a ver matrículas exóticas de Oklahoma o Texas. Después de viajar hacia el oeste de vacaciones familiares, encontró una gravitación hacia el suroeste. Comenzó a tomar la Ruta 66 a lo largo de sus viajes de casa a lugares en el oeste. (1)
Ruta 66 Nostalgia - Bob detalló su nostalgia por la Ruta 66 y expresó su aprecio por los objetos antiguos del pasado que aún no han sido destruidos o pintados. Se autoidentificaba como un conservacionista y ambientalista que le costaba comprender el progreso moderno. Él profundizaría en esta nota explicando su interés por preservar lugares, especies y la propia naturaleza. El progreso para él no incluyó el desarrollo y la demolición de áreas que tienen una rica historia. (2)
Papel como artista - Su camino como artista comenzó cuando hizo volantes para la Ruta 66 y los pasó a negocios vecinos para promover la historia. Se reunió con personas a lo largo de la carretera que estaban tratando de establecer el significado histórico de la ruta 66, que es lo que él llama el "renacimiento". Tenía su propia versión de la restauración que perseguía a lo largo de sus viajes por la ruta 66. Su principal preocupación era la preservación de la naturaleza, razón por la cual disfrutaba de 66, ya que era una experiencia de ser uno con la naturaleza. Había una sensación de conexión con esta naturaleza donde la gente podía parar y disfrutar de la ubicación, en lugar de estar en una autopista interestatal. (3)
Ruta 66 en obras de arte - En su obra de arte ha tejido la naturaleza y lo ha convertido en un punto para incluir factores paisajísticos y geológicos en sus piezas. Hizo un punto para sí mismo para incluir detalles de cualquier historia que cubrió junto con ciertas plantas y animales que pertenecían a ese lugar. Además, a medida que su público se hizo más grande, su objetivo era producir una diversificación de los coches que estaba representando en su arte en la Ruta 66. Quería difundir el mensaje a quienes compran su arte para que se detengan y disfruten de la naturaleza en el camino desde diferentes puntos a lo largo de 66. (4)